# Campeonato Servo-Montenegrino de Futebol
A Meridian Superliga (sérvio: Prva savezna liga) foi a principal liga de futebol de Sérvia e Montenegro e sucessora do Campeonato Iugoslavo de Futebol. Foi organizada pela Federação de futebol da Sérvia e Montenegro.
O vencedor da liga se classificava para a segunda rodada da Liga dos Campeões da UEFA. O segundo e o terceiro colocados se classificavam para a fase eliminatória da Copa da UEFA, assim como o vencedor da Copa de Sérvia e Montenegro. O quarto colocado disputava a Copa Intertoto. Os dois times com menos pontos caíam para a segunda divisão.
Em 3 de Junho de 2006, o país deixa de existir, e a competição também. As competições substitutas são o Campeonato Sérvio e o Campeonato Montenegrino.

## Campeões
| Ano     | Campeão          | Vice-campeão     |
| ------- | ---------------- | ---------------- |
| 2002/03 | Partizan         | Estrela Vermelha |
| 2003/04 | Estrela Vermelha | Partizan         |
| 2004/05 | Partizan         | Estrela Vermelha |
| 2005/06 | Estrela Vermelha | Partizan         |